# I. e. 114
Évszázadok: i. e. 3. század – i. e. 2. század – i. e. 1. század
Évtizedek: i. e. 160-as évek – i. e. 150-es évek – i. e. 140-es évek – i. e. 130-as évek – i. e. 120-as évek – i. e. 110-es évek – i. e. 100-as évek – i. e. 90-es évek – i. e. 80-as évek – i. e. 70-es évek – i. e. 60-as évek
Évek: i. e. 119 – i. e. 118 – i. e. 117 – i. e. 116 –  i. e. 115 – i. e. 114 – i. e. 113 – i. e. 112 – i. e. 111 – i. e. 110 – i. e. 109

## Események

### Róma
- Manius Acilius Balbust és Caius Porcius Catót választják consulnak.
- Porcius Catónak Macedoniába küldik, ahol hadjáratot indít a scordiscusok ellen, akiktől súlyos vereséget szenved, maga is alig tud megmenekülni. A hadizsákmányt pótlandó a provincia lakosságából zsarol ki pénzt, amiért a következő évben bíróság elé állítják és pénzbüntetésre ítélik.
- Caius Mariust propraetorként Hispania Ulterior provinciába küldik, ahol katonai akciókat indít az elszaporodott rablóbandák ellen.
- Három Vesta-szüzet vérfertőzés miatt halálra ítélnek.

## Születések
- Quintus Hortensius Hortalus, római politikus

## Halálozások
- Csang Csien, kínai diplomata, felfedező

## Fordítás
- Ez a szócikk részben vagy egészben  a(z)   114 av. J.-C. című francia Wikipédia-szócikk ezen változatának fordításán alapul.  Az eredeti cikk szerkesztőit annak laptörténete sorolja fel. Ez a jelzés csupán a megfogalmazás eredetét és a szerzői jogokat jelzi, nem szolgál a cikkben szereplő információk forrásmegjelöléseként.